# Antônio da Silva Prado Júnior
Antônio da Silva Prado Júnior (São Paulo, 5 de abril de 1880 - 1955) fue un ingeniero, empresario y político brasileño. Ejerció la alcaldía de la ciudad de Río de Janeiro (entonces aún Distrito Federal) entre 1926 y 1930.
Estudió en la Escuela de Ingeniería de la Universidad de São Paulo e ingresó en la política al ser hijo del antiguo alcalde paulistano, el consejero Antônio Prado. Durante el gobierno de Washington Luís ejerció el cargo de alcalde del entonces Distrito Federal, asumiendo el cargo en noviembre de 1926 y manteniéndolo hasta octubre de 1930. Con la victoria de la Revolución de 1930, fue depuesto y exiliado. También fue diputado estadual por São Paulo y director de la Companhia Paulista de Estradas de Ferro.
Prado Júnior también participó de algunas marcas brasileñas. El 10 de agosto de 1907, en París, Francia, subió junto con su esposa Eglantina Penteado y Eduardo Prado en el globo Lutéce, pilotado por Alberto Santos-Dumont, quien era su amigo. Entre el 16 y el 17 de abril de 1908, protagonizó, junto con otros compañeros (Clóvis Glicério, Bento Canavarro e Mário Cardim) y el conde Jacques Bouly de Lesdain, la primera travesía automobilística de São Paulo, en un viaje de 36 horas entre la capital paulista y la ciudad de Santos a bordo de un vehículo francés Motobloc, de 36 caballos, mientras que el conde Lesdain utilizó un automóvil Brasier 16/26HP.
En 1941 participó en la fundación de la Asociación Brasileña para la Prevención de Accidentes (ABPA) en Río de Janeiro, siendo su primer presidente.
Se casó con Eglantina Penteado el 19 de octubre de 1901 en São Paulo. Eglantina Penteado había nacido el 12 de octubre de 1883 y falleció el 22 de abril de 1931, hija de Antonio Álvares Leite Penteado y Ana Paulina Lacerda Franco. La pareja tuvo dos hijos:
- Maria Helena da Silva Prado (São Paulo, 8 de setembro de 1902), que se casó en 1920 con Eduardo Mario da Silva Ramos, hijo de Ernesto Rudge da Silva Ramos (descendiente del barón de Antonina, João da Silva Machado), y Maria Chaves.
- Jorge da Silva Prado, que se casó con Marjorie Gage.

Prado Júnior fue fundador y presidente por varios años del Club Athlético Paulistano y responsable de llevar al equipo de fútbol para Francia donde hizo una excepcional campaña. 